# 12225 Yanfernández
12225 Yanfernández è un asteroide della fascia principale. Scoperto nel 1985, presenta un'orbita caratterizzata da un semiasse maggiore pari a 2,2128822 UA e da un'eccentricità di 0,1940809, inclinata di 4,76326° rispetto all'eclittica.